# Hubbardova medalja
Hubbardova medalja je najviše priznanje koju dodjeljuje National Geographic Society za posebne zasluge u geografskom istraživanju, otkrićima i znanstvenom radu. Ime je dobila po prvom predsjedniku udruge National Geographic Society Gardineru Greeneu Hubbardu.

## Pobjednici
| godina | ime i prezime                                                 | zanimanje                                 | zasluga |
| ------ | ------------------------------------------------------------- | ----------------------------------------- | --- |
| 1906.  | Robert Peary                                                  | istraživač polarih područja               | |
| 1907.  | Roald Amundsen                                                | istraživač polarih područja               | |
| 1909.  | Robert Bartlett                                               | istraživač polarih područja               | |
| 1910.  | Sir Ernest Shackleton                                         | istraživač polarih područja               | |
| 1926.  | Richard E. Byrd                                               | istraživač polarih područja i zrakoplovac | za prelet preko južnog pola |
| 1927.  | Charles Lindbergh                                             | zrakoplovac                               | |
| 1931.  | Roy Chapman Andrews                                           | istraživač                                | istraživanje pustinje Gobi |
| 1934.  | Anne Morrow Lindbergh                                         | zrakoplovkinja                            | |
| 1935.  | kapetan Orvil Arson Anderson i kapetan Albert William Stevens | zrakoplovni inženjeri                     | prve stratosferske zračne fotografije |
| 1954.  | britanska ekspedicija na Mount Everest                        | alpinisti                                 | (grupna nagrada) |
| 1958.  | Paul Allen Siple                                              | istraživač polarih područja               | |
| 1962.  | John Glenn                                                    | astronaut                                 | |
| 1962.  | Louis Leakey i Mary Leakey                                    | antropolozi                               | |
| 1963.  | Norman Dyhrenfurth i suradnici                                | alpinisti                                 | prvi Amerikanci koji su se popeli na vrh Mount Everesta |
| 1969.  | Frank Borman Jim Lovell William Anders                        | astronauti                                | |
| 1970.  | Neil Armstrong Edwin Aldrin Michael Collins                   | astronauti                                | |
| 1981.  | John Young Robert Crippen                                     | astronauti                                | |
| 1994.  | Richard Leakey                                                | antropolog                                | |
| 1995.  | Jane Goodall                                                  | ekologinja                                | Arhivirana inačica izvorne stranice od 14. lipnja 2007. (Wayback Machine)                                                                                                  |
| 1996.  | Robert Ballard                                                | istraživač podmorja                       | Arhivirana inačica izvorne stranice od 15. svibnja 2007. (Wayback Machine)                                                                                                 |
| 1999.  | Bertrand Piccard i Brian Jones                                | letači balonom                            | |
| 2000.  | Matthew Henson                                                | istraživač polarih područja               | drugi član ekspedicije Roberta Pearya. Nije dobio nagradu zajedno s Pearyjem zbog njegove rase. Arhivirana inačica izvorne stranice od 4. siječnja 2022. (Wayback Machine) |
| 2010.  | Don Walsh                                                     | oceanograf                                | spuštanje u Marijansku brazdu batiskafom Trieste |
| 2012.  | Jacques Piccard                                               | oceanograf                                | prva ekspedicija u Marijansku brazdu |